# Kurent (priimek)
Kurent je 1.144. najbolj pogost priimek v Sloveniji, ki ga je po podatkih Statističnega urada Republike Slovenije na dan 30. junija 2006 uporabljalo 336 oseb, na dan 1. januarja 2010 pa 326 oseb in je bil po pogostnosti uporabe uvrščen na 1.156. mesto.

## Znani nosilci priimka
- Andrej Kurent (*1931), gledališki igralec
- Andrej Kurent, arhitekt
- Andreja Kurent, prevajalka
- Boštjan Kurent, vojaški muzealec (Pivka)
- Ema Kurent (*1962), astrologinja, pisateljica
- Katja Kurent (*1974), rokometašica
- Stane Kurent (*1961), jugoslovanski prvak v cestnem kolesarstvu, Bihač 1980
- Tine Kurent (1923–2008), arhitekt, profesor, metrolog/gematrik
- Tomaž (Viktor) Kurent (1910–1987), cictercijanski pater, prevajalec
- Zorica Kurent Sretenović (*1934), cineastka